# Bradwell kärnkraftverk
Bradwell kärnkraftverk bestod av två nu nedlagda kärnreaktorer av typen Magnox, som kyldes med gasen koldioxid (GCR). Bradwell-1 och Bradwell-2 byggstartade 1 januari 1957 och togs i drift 1 juli 1962 respektive 12 november 1962. Reaktorerna var på 123+123 MWe. Reaktorerna stängdes 31 mars 2002 och 30 mars 2002.

## Bradwell-B
Bradwell-B är ett av EDF Energy föreslaget kärnkraftverk med två brittiska HPR1000-reaktorer på 1100 MWe vardera, utvecklade av China General Nuclear Power Group (CGN) och China National Nuclear Corporation (CNNC), vid Bradwell-on-Sea i Essex. Bygget beräknas ta 9-12 år med reaktorlivslängder på minst 60 år.